# Alfred Jefferis Turner
Alfred Jefferis Turner (Canton, 3 ottobre 1861 – Brisbane, 29 dicembre 1947) è stato un pediatra ed entomologo australiano.

## Biografia
Si laureò in medicina a Londra, per poi trasferirsi a Brisbane, in Australia, come ufficiale medico. Per la sua dedizione nei confronti dei bambini, ricevette il soprannome di "Gentle Annie".
Svolse l'attività di entomologo a livello dilettantistico, pur raggiungendo una discreta fama. Si occupò in prevalenza di lepidotteri, soprattutto falene, e a titolo di esempio si deve a lui l'istituzione della famiglia Anthelidae (Bombycoidea). Raccolse nella propria collezione oltre 50.000 esemplari, che furono donati nel 1949 al Council for Scientific and Industrial Research, a Canberra.

## Opere (elenco parziale)
- (EN) Turner, A. J., A Classification of the Australian Lymantriadae (PDF), in Transactions of the Entomological Society of London, vol. 1904, Londra, The Society, 1904,  pp. 469-481, DOI:10.1111/j.1365-2311.1904.tb02751.x, ISSN 2053-2520 (WC · ACNP), LCCN sn88024445, OCLC 220279251.
- (EN) Turner, A. J., A new family of Lepidoptera, the Anthelidae (PDF), in Transactions of the Royal Entomological Society of London, vol. 67, n. 3-4, Londra, The Society, gennaio 1920,  pp. 415-419, ISSN 0035-8894 (WC · ACNP), LCCN sn88024447, OCLC 5156765240.
- (EN) Turner, A. J., Revision of Australian Lepidoptera. Hypsidae, Anthelidae (PDF), in Proceedings of the Linnean Society of New South Wales, vol. 46, Sydney, The Society, 1921,  pp. 159-191, ISSN 0370-047X (WC · ACNP), LCCN 21002639, OCLC 5974844269.
- (EN) Turner, A. J., A review of the phylogeny and classification of the Lepidoptera (PDF), in Proceedings of the Linnean Society of New South Wales, vol. 71, Sydney, The Society, 1947,  pp. 303-338, ISSN 0370-047X (WC · ACNP), LCCN 21002639, OCLC 476489959.